# Robert Sean Leonard
Robert Sean Leonard (født 28. februar 1969) er skuespiller, bedst kendt for rollen som Dr. James Wilson i dramaserien House M.D. (2004-2012), hvor han spiller sammen med seriens stjerne, Hugh Laurie. I sine yngre dage var han med i dramafilmen Dead Poets Society, hvor han spiller Neil Perry. Hans mor hedder Joy P. Leonard.